# Michizō Tachihara
Michizō Tachihara (立原道造, Tachihara Michizō), 30 juillet 1914 - 29 mars 1939, est un architecte et poète japonais. Il meurt de tuberculose à l'âge de 24 ans avant d'avoir pleinement pu exercer chacune de ses deux activités. Michizō Tachihara cherche à trouver un moyen pour un poète urbain de se libérer des coutumes traditionnelles tout en restant « moderne ».

## Présentation
Bien que citoyen de Tokyo, Tachihara n'évoque que rarement des scènes urbaines modernes dans son œuvre. Mis à part quelques références à des voitures, il choisit de décrire un règne végétal plutôt que minéral. Il décrit les trains comme des moyens d'évasion qui permet d'échapper au destin ou lui apportent de nouvelles expériences qui peuvent le sauver de l'enfermement dans son bureau d'architecture.
Les paysages naturels des terres hautes de la province de Shinano fournissent une succession sans cesse renouvelée d'imagerie conventionnelle qu'il reprend dans son œuvre, comme les oiseaux, les nuages, les fleurs, les herbes, les montagnes, le ciel, les arbres et le vent. Une partie non négligeable de sa poésie utilise cet élan poétique ce qui a pour conséquence que l'appellation  « sentimentale » est souvent attachée à son œuvre. Il fait part ouvertement de ses sentiments et exprime ce qui lui tient à cœur, ce qui permet à sa poésie d'être à la fois intacte et authentique.

## Éducation et formation
Dès l'école maternelle, Michizō Tachihara montre de l'intérêt pour le dessin et ses maîtres commencent à le considérer comme un enfant prodige. En 1927, il entre au troisième collège de Morioka où il rejoint le club de peinture qui lui enseigne l'utilisation de crayons de couleur pastel. Il rejoint également le « Magazine Club » où il apprend la façon de soumettre des manuscrits pour publication. En 1929, le Bulletin des élèves imprime 11 de ses tanka et certains de ses dessins remportent la médaille d'argent lors d'une exposition des étudiants
Il quitte l'école secondaire au cours de la cinquième année et entre directement à l'université où il choisit d'étudier les sciences, ce qui exige la connaissance de l'anglais. Il rejoint le club littéraire et passe de l'utilisation du tanka au vers libre dans sa poésie. Il commence également à lire le poète autrichien Rainer Maria Rilke ainsi que les poètes français Paul Valéry et Charles Baudelaire.
Michizō Tachihara sort diplômé du premier collège en 1934 et s'inscrit dans une université impériale, pour suivre une formation d'architecte sur trois ans. A l'université, il remporte trois années de suite le prix annuel du meilleur projet ou de la meilleure conception par un étudiant de premier cycle et se voit également demander par cinq revues littéraires différentes de leur soumettre ses œuvres. Une fois diplômé, il est embauché par le cabinet Ishimoto architects mais il n'aime pas son travail où il se sent enfermé et sa créativité bridée sans aucun contrôle sur ses projets.

## Tuberculose
En mars 1938, le poète commence à ressentir de l'épuisement et un sentiment d'oppression. Il constate également qu'il dort plus souvent et souffre d'une faible fièvre. Bien qu'il lui soit ordonné de se reposer, il entreprend un long voyage pour le nord du Honshū et Nagasaki où il arrive, épuisé, en décembre 1938. Il entre de lui-même à l'hôpital où il commence à tousser une énorme quantité de sang. Il retourne ensuite à Tokyo où les médecins lui ordonnent un repos continu mais la tuberculose a déjà commencé à affecter d'autres organes vitaux. Il meurt d'épuisement dans un sanatorium de Tokyo le 29 mars 1939.

## Source de la traduction
- (en) Cet article est partiellement ou en totalité issu de l’article de Wikipédia en anglais intitulé « Michizō Tachihara » (voir la liste des auteurs).